# Lake Rotomanuka (South)
Der Lake Rotomanuka ist einer von zwei nebeneinander liegenden Seen im Rotorua District der Region Waikato auf der Nordinsel von Neuseeland.

## Geographie
Der südlichere Lake Rotomanuka befindet sich zwischen 500 und 1000 Meter ostsüdöstlich bis südöstlich des kleinen Dorfes Ōhaupo. Der New Zealand State Highway 3 führt gut 400 m südwestlich des Sees vorbei. Die Stadt Cambridge ist rund 12,3 km ostnordöstlich des Sees zu finden und die Stadt Te Awamutu rund 7,88 km südlich. Der Lake Rotomanuka erstreckt sich über eine Länge von rund 535 m in Südsüdwest-Ostnordost-Richtung und misst an seiner breitesten Stelle rund 220 m in Westnordwest-Ostsüdost-Richtung. Bei einem Seeumfang von rund 1,56 km umfasst seine Fläche rund 7,3 Hektar. Der größere Nachbarsee, als Lake Rotomanuka (North) bezeichnet, liegt rund 130 m nordwestlich angrenzend. Der pH-Wert des Sees lag 1988 bei 7,3.
Gespeist wird der südlichere Lake Rotomanuka durch einige wenige kleine Bäche und entwässert an seiner Nordwestseite zum nördlichen Lake Rotomanuka.